# Centroscymnus
Centroscymnus es un género de tiburones de la familia Somniosidae.

## Especies
- - Centroscymnus coelolepis (pailona)
  - Centroscymnus crepidater (sapata negra)
  - Centroscymnus cryptacanthus (pailona ñata)
  - Centroscymnus macracanthus
  - Centroscymnus owstonii (sapata lija)
  - Centroscymnus plunketi (tiburón de Plunket)